# 王蕙华
王蕙华（1997年7月1日—），艺名泱泱，曾用艺名花花，英雄联盟官方主持人、广东广播电视台4K超高清频道主持人、腾讯体育NBA女主播。

## 经历
2016年考入武汉大学就读播音主持专业，随后于2020年考入上海戏剧学院就读播音主持硕士研究生。
2022年亮相于B站二路直播节目《高能观赛团》，随后在英雄联盟发展联赛担任主持人。
2023年7月，加入广东广播电视台，担任广东广播电视台4k超高清频道主持人。
2024年1月，担任德玛西亚杯主持人。
2024年2月，正式成为英雄联盟官方互动主持人。随后于8月下旬，参加腾讯体育《闪耀新声》女主播选拔大赛，获得冠军，正式担任腾讯体育NBA女主播。

## 获奖经历
- 2021年焕耀星生首届上海“国际时尚星主播”最具潜力奖[3]
- 2021年上海广播“明日之星”选拔赛主持人组冠军
- 腾讯体育《闪耀新声》女主播选拔大赛冠军

## 主持经历

### 栏目主持

#### 英雄联盟
- 高能观赛团（B站二路）

#### 广东4k超高清频道
- 律师有嘢讲
- 茶余饭后
- 一起开心吧
- 举案说法
- 了不起的大湾区

#### 腾讯体育
- 早安NBA

### 晚会主持

#### 广东4K超高清频道
- 江山多娇系列诗会
- 春天花盛开-——2024祥龙献瑞大联欢
- 开心过大年——春节特别节目

### 活动主持
- “长隆杯”科普小主播 城市挑战赛
- “篮场风暴”四国篮球争霸赛（现场MC、解说）